# Spierfysiologie
Spierfysiologie is de studie van alles wat met het functioneren en de verzorging van de spieren te maken heeft. Histologische kennis is in de spierfysiologie onontbeerlijk. Spierfysiologie omvat de volgende deelgebieden:
- Neuromusculaire prikkeloverdracht
- Elektromechanische koppeling
- Regeling van de spiercontractie
- Spiermechanica
- Spierenergetica